# Vilalta (Moià)
Can Vilalta és una antiga masia catalana del segle xii, dins del terme municipal de Moià (Moianès), protegida com a Bé cultural d'interès local.
Està situada al nord del terme de Moià, a llevant de Sant Feliu de Rodors i al nord de Montví de Baix. És a l'esquerra de la riera de Malrubí.
És una masia gran amb una esplèndida façana encarada a migdia. La coberta és a dues aigües de teula. El parament és de grans carreus irregulars i de fang. La façana presenta una perfecta simetria respecte a l'eix marcat pel portal d'accés; està estructurada en tres nivells. En el superior, hi ha una galeria d'arcs de mig punt en progressió creixent. Té adossada a la part posterior una capella sota l'advocació de sant Nazari.
Va ser construïda durant el segle xvii i reedificada el XVIII (1702). La capella de la part posterior està molt desfigurada per recents reconstruccions que li han tret l'espadanya, el portal d'entrada i la volta original.
Actualment, consta dins del registre d'instal·lacions juvenils de la Secretaria General de Joventut amb el número 117.